# Wilder Freiger
Wilder Freiger (italienska: Cima Libera) är en bergstopp i Österrike på gränsen till Italien. Den ligger i den västra delen av landet. Toppen på Wilder Freiger är 3 418 meter över havet, eller 274 meter över den omgivande terrängen.
Den högsta punkten i närheten är Zuckerhütl, 3 507 meter över havet, 2,8 km väster om Wilder Freiger.
Trakten runt Wilder Freiger består i huvudsak av kala bergstoppar och isformationer.